# Theodor Oberländer
Theodor Oberländer, född 1 maj 1905 i Meiningen, död 4 maj 1998 i Bonn, var en tysk politiker (Gesamtdeutscher Block/Bund der Heimatvertriebenen und Entrechteten (GB/BHE) och från 1956 CDU), nazist och Obersturmbannführer i SA.

## Biografi
Oberländer deltog i Adolf Hitlers ölkällarkupp i november 1923 och blev medlem i nazistpartiet 1933. Han var även medlem i Sturmabteilung (SA) där han uppnådde tjänstegraden Obersturmbannführer. Oberländer studerade jordbruksvetenskap i München, Hamburg och Berlin. Han studerade senare i Königsberg. Han doktorerade i Berlin 1929. Åren 1930–1932 följde studieresor i bland annat Sovjetunionen, Kanada och USA. År 1933 blev han chef för Institut für Osteuropäische Wirtschaft vid Königsbergs universitet. År 1934 blev han professor för jordbrukspolitik i direktör för östeuropeiska institutet i Danzig. Han var vid samma tid Reichsleiter för Bund Deutscher Osten (BDO). År 1941 blev han dekanus vid den juridiska och statsvetenskapliga fakulteten vid Karlsuniversitetet i Prag. Oberländer tillhörde ett forskarnätverk under namnet Ostforschung som hade som mål att skapa vetenskapliga grunder för att Tyskland skulle återfå de områden man förlorat i öst under första världskriget. 
Under andra världskriget var Oberländer referent för Ukraina för Oberkommando der Wehrmacht. Han hade kaptensgrad och var rådgivare för ledare för det tysk-ukrainska frivilligförbandet Bataillon Nachtigall. Han ingick senare i det tyska-kaukasiska specialförbandet Sonderverband Bergmann. Bataillon Nachtigall deltog i pogromen i Lemberg (Lviv) 1941 och Sonderverband Bergmann stred mot partisaner. Oberländer avsattes som kommendör 1943. Åren 1945–1946 satt han i amerikansk krigsfångenskap. 
Oberländer var medlem av Bayerns lantdag mellan 1950 och 1953. Åren 1953–1961 var han ledamot av förbundsdagen. Han var 1950 med och grundade GB/BHE vars ordförande han var 1954–1955. År 1953 fick GB/BHE 5,9 % i förbundsdagsvalet och kom därmed in. Partiet blev en del av regeringskoalitionen under Konrad Adenauer. Waldemar Kraft blev minister för särskilda uppgifter (Bundesminister für besondere Aufgaben) och Oberländer blev minister för fördrivna, flyktingar och krigsskadade. Interna stridigheter som eskalerade i samband med partistämman i Bielefeld 1954 ledde till att Kraft, Oberländer och andra gick ur partiet 1955 och istället gick med i CDU 1956.
Han avgick som minister 1960 sedan hans förflutna under andra världskriget kommit fram och blivit föremål för offentlig debatt. Han hade samtidigt dömts till fängelse i sin frånvaro i DDR för sin medverkan i massakern i Lviv 1941, en dom som revs upp 1993. 1996 inleddes en förundersökning mot Oberländer rörande krigsbrott när civila dödades i Kislovodsk 1942 under hans ledning av Sonderverband Bergmann.